# 伊勢志摩國立公園
伊勢志摩國立公園（日语：／），是位在日本三重縣志摩半島的國立公園，包括伊勢市、鳥羽市、志摩市、南伊勢町四個地區。日本邮政省于1953年10月2日曾发行《伊勢志摩国立公园邮票》。
公園特色是溺灣海岸與溫暖氣候植被，並有英虞湾、的矢灣、五所灣等深入內陸的海灣。
日本國立公園約有60%的面積是國有地。然而伊勢志摩國立公園涵蓋了鳥羽市、志摩市市區以及神路山等伊勢神宮宮域林5,500公頃，有90%以上是私有地。也是居住人口最多的日本國立公園。

## 歷史
隨著觀光客的增加，戰前曾提出將鳥羽與志摩劃入吉野熊野國立公園。1942年重新規劃為志摩國立公園，但不包含宇治山田市（現伊勢市）。之後太平洋戰爭戰況惡化，計畫停滯。
1945年敗戰後，厚生省恢復國立公園事務。翌年1946年4月，厚生省石神甲子郎技師視察志摩國立公園候選地。由於擔心GHQ因政教分離政策拆除大量神宮，宇治山田市議會決議將宇治山田市與度會郡沼木村（之後的伊勢市）加入國立公園。5月擴大申請區域範圍，計畫也改為伊勢志摩國立公園。為了推動國立公園成立，相關人士用英虞湾的珍珠製作項鍊送給GHQ高層夫人，神宮側也全力進行遊說，最終在1946年（昭和21年）11月20日成為戰後第一座國立公園

### 年表
- 1946年11月20日 - 被指定為伊勢志摩國立公園

## 地理

### 面積
- 總面積74,644ha（陸域55,544ha　海域19,100ha）

所有者
國有地 0.3％
私有地 99.7％（公有地 3.6％、民有地 96.1％）
保護地域（陸域）
特別保護地區 944ha（1.7％）
第1種特別地域 1,084ha（2.0％）
第2種特別地域 6,691ha（12.0％）
第3種特別地域 8,790ha（15.8％）
普通地域 38,035ha（68.5％）
普通地域的比例是日本國立公園中最高。

### 地形
溺灣海岸、海蝕崖、日本最大的隆起海蝕台地等海岸地形為公園特色。

#### 海灣

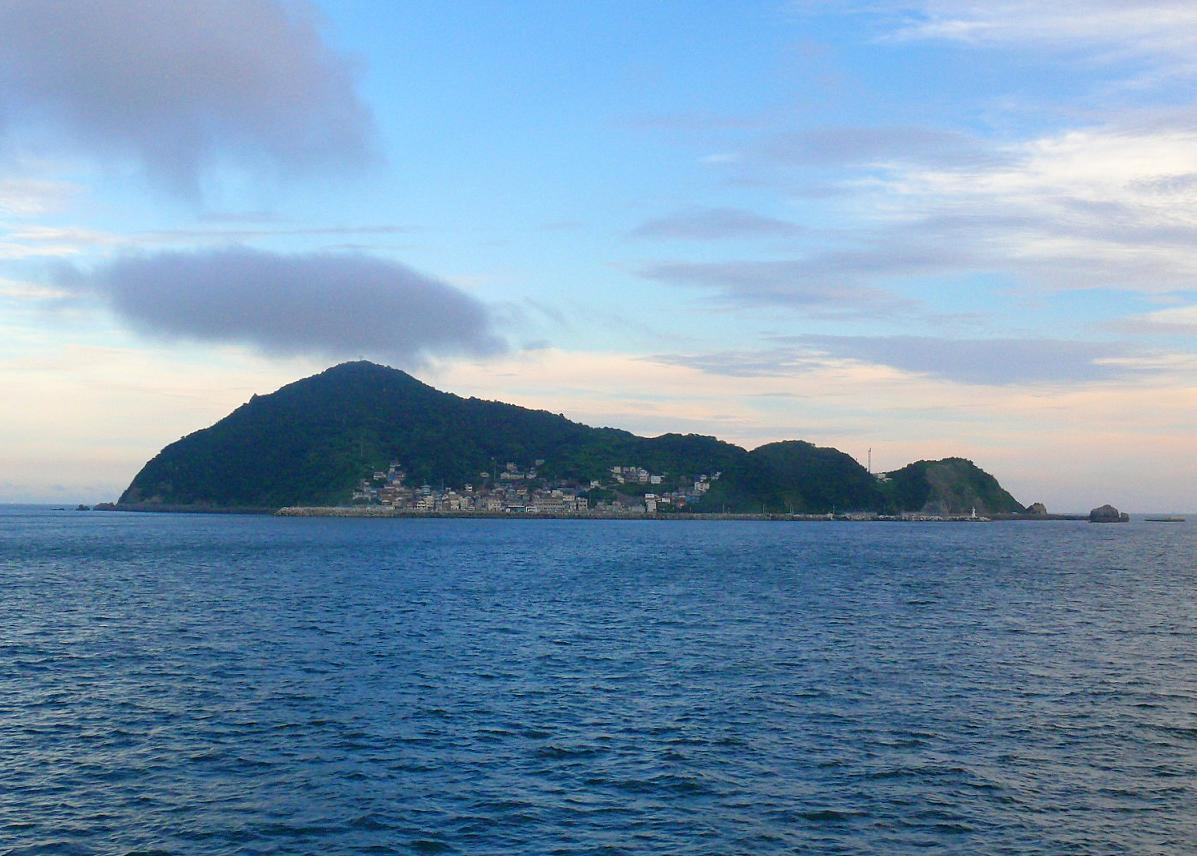
神島

- 鳥羽灣（日语：鳥羽湾）
- 生浦灣
- 的矢灣（日语：的矢湾）
- 英虞湾（日语：英虞湾）
- 五所灣（日语：五ヶ所湾）
- 贄灣
- 神前灣

#### 島
- 神島（日语：神島 (三重県)）
- 答志島（日语：答志島）
- 菅島
- 坂手島（日语：坂手島）
- 大築海島（日语：大築海島）
- 小築海島（日语：小築海島）
- 渡鹿野島（日语：渡鹿野島）
- 間崎島（日语：間崎島）
- 賢島（日语：賢島）
- 多德島（日语：多徳島）
- 橫山島（日语：横山島）
- 和具大島（日语：志摩町和具） - 志摩町和具（日语：志摩町和具）的離島
- 矢取島（日语：矢取島）
- 見江島 - 見江島展望台（日语：鵜倉園地）可眺望見江島

#### 岬
- 神前岬
- 鎧崎（鳥羽市國崎町（日语：国崎町））
- 安乘崎（志摩市阿兒町安乘（日语：阿児町安乗））
- 大王崎（日语：大王崎）（志摩市大王町波切）
- 麥崎（志摩市志摩町片田（日语：志摩町片田））
- 御座岬（日语：志摩町御座）（志摩市志摩町御座）

### 植被、動物
內陸部有伊勢神宮神宮林（宮域林）的神宮杉、常綠闊葉樹、針葉樹所組成的針闊混交林，以及國家天然紀念物「暖地性蕨類群落」等。山區則有鹿、山豬、日本獼猴等動物棲息。
沿岸部有文殊蘭、日本石竹等暖地性海濱植物，以及黑尾鷗、黑脊鷗等海鳥。海鷗也是鳥羽市鳥。

### 參觀燈塔

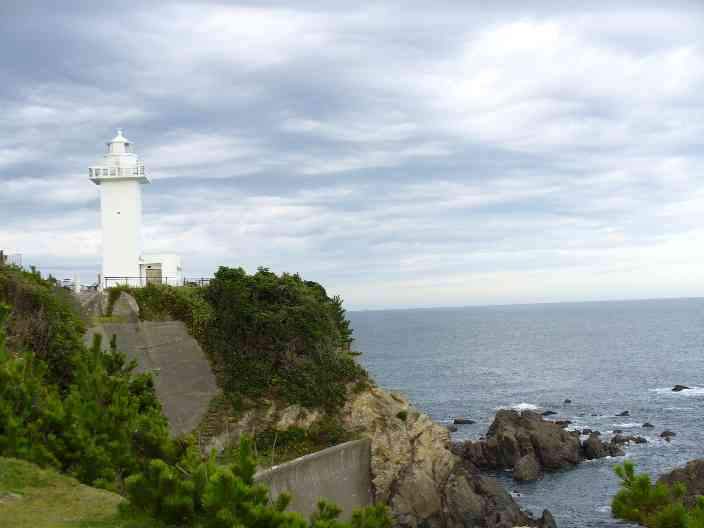
安乘埼燈塔

- 大王埼燈塔（日语：大王埼灯台）（志摩市大王町） - 日本燈塔50選
- 安乘埼燈塔（日语：安乗埼灯台）、安乘崎園地（志摩市阿兒町） - 日本燈塔50選

### 展望台
- 朝熊山（日语：朝熊山）頂展望台（伊勢市）
- 日和山（日语：日和山 (鳥羽市)）展望台（鳥羽市）
- 太平洋側
  - 鳥羽展望台（日语：鳥羽展望台）（鳥羽市、珍珠之路（日语：パールロード））
  - 崎山公園（志摩市大王町） - 大王崎所在的公園
  - 南海展望台（南伊勢町礫浦）
  - 鵜倉園地（日语：鵜倉園地）（南伊勢町道行竈） - 心型海灣
- 內海側
  - 橫山展望台（日语：横山展望台）（志摩市阿兒町）　英虞灣北側展望台
  - 西山展望台（志摩市阿兒町）　英虞灣東北側展望台（夕日100選）
  - 登茂山展望台（日语：登茂山）（志摩市大王町）英虞灣東北東側展望台　
  - 桐垣展望台（日语：桐垣展望台）（志摩市大王町）　英虞灣東側展望台

## 相關市町村
- 三重縣 - 伊勢市、鳥羽市、志摩市、南伊勢町

## 主要景點
- 伊勢神宮
- 二見浦（日语：二見浦）
- 鳥羽城跡
- 御座白濱海水浴場（日语：御座白浜海水浴場）
- 國府白濱（日语：国府白浜）

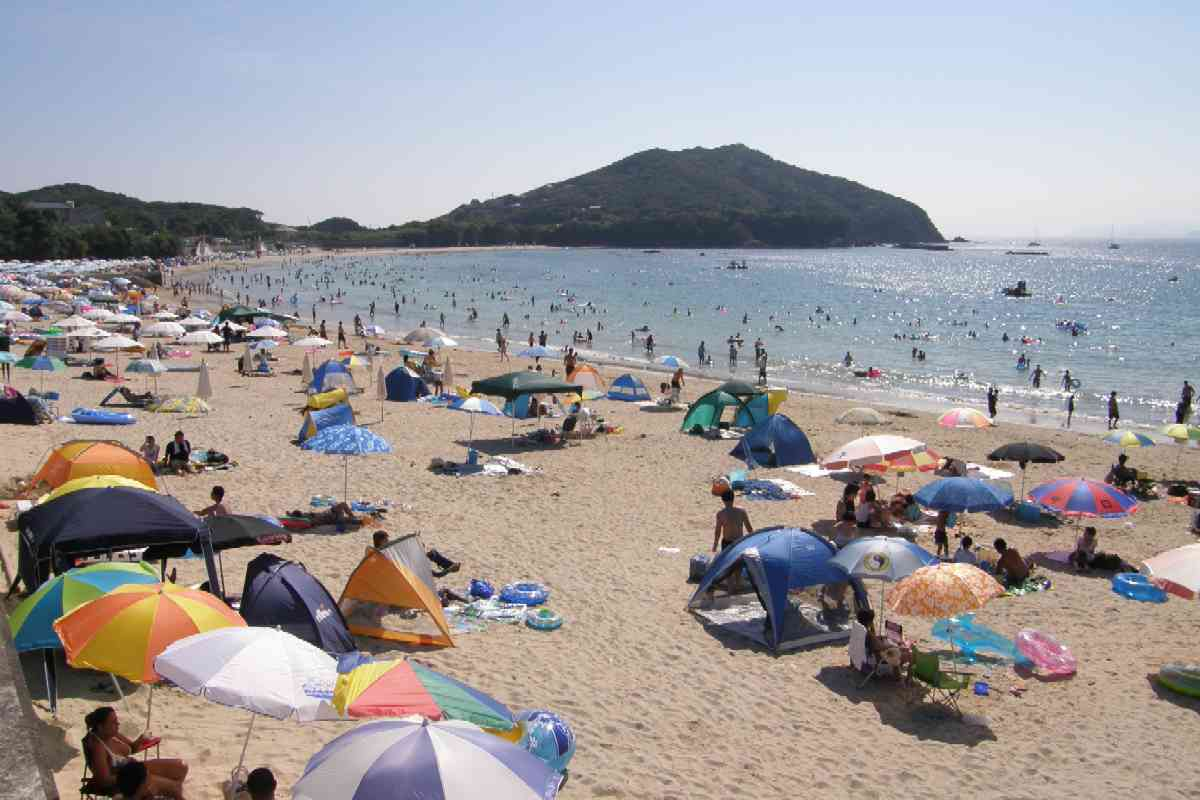
御座白濱

- 伊勢夫婦岩體驗型水族館海洋樂園（日语：伊勢夫婦岩ふれあい水族館シーパラダイス）
- 鳥羽水族館
- 志摩海洋公園（日语：志摩マリンランド）
- 御木本真珠島
- 珍珠之路（日语：パールロード）
- 鳥羽市立海之博物館（日语：鳥羽市立海の博物館）
- NEMU RESORT（日语：NEMU RESORT）
- 朝熊山（日语：朝熊山）（伊勢志摩Skyline）
- 青峰山（日语：青峰山）
- 橫山展望台（日语：横山展望台）
- 賢島（日语：賢島）
- 伊勢志摩高峰會紀念館（日语：伊勢志摩サミット記念館）

## 集團設施地區、遊客中心
| 地區名 | 面積    | 所在地       | 使用人數（人） |
| ------ | ------- | ------------ | -------------- |
| 登茂山 | 111.0ha | 三重縣志摩市 | 277,000        |
| 横山   | 51.0ha  | 三重縣志摩市 |                |

| 中心名       | 設置者               | 所在地                        | 使用人數（人） |
| ------------ | -------------------- | ----------------------------- | -------------- |
| 横山遊客中心 | 環境省               | 三重縣志摩市阿兒町鵜方857-24  | 53,953         |
| 鳥羽遊客中心 | 伊勢志摩國立公園協會 | 三重縣鳥羽市鳥羽一丁目2383-22 | 6,197          |
| 登茂遊客中心 | 志摩市               | 三重縣志摩市大王町波切2203    | 67,900         |

## 關連項目
- 日本國立公園

## 外部連結
- （日語）伊勢志摩國立公園（页面存档备份，存于）